# Hohenweiler
Hohenweiler è un comune austriaco di 1 264 abitanti nel distretto di Bregenz, nel Vorarlberg.